# Canal de Kortekannas
Le canal de Kortekannas (finnois : Kortekannaksen kanava) est un canal ouvert situé à la limite de Heinävesi et Leppävirta en Finlande.

## Description
Le canal de Kortekannas, reliant le lac Suvasvesi et le lac Kermajärvi, a été construit en 1907.
Le canal mesure 400 mètres de long et la largeur maximale des navires qui le traversent est de 11,8 mètres, le tirant d'eau de 2,4 mètres et la hauteur du mât 12,5 mètres.